# There Is a Generation of Handicapped People to Carry on
There is a Generation of Handicapped People to Carry on är den svenska indiegruppen Hell on Wheels debutalbum, utgivet i maj 2001.
Albumet gav upphov till singlarna "What is the Influence" och  
"The Soda"
Skivan släpptes även på vinyl; NONSLP 78

## Låtlista
1. "Having Ones Luggage Labelled" (Rickard Lindgren, Hell on Wheels) - 4:01
2. "The Soda" (Rickard Lindgren, Hell on Wheels) - 2:56
3. "Eagle Wings as Filtered Through Pigeon Shit" (Rickard Lindgren, Hell on Wheels) - 2:41
4. "What Is the Influence?" (Rickard Lindgren, Hell on Wheels) - 4:10
5. "Power Bubbles Blown by Big Bitch" (Rickard Lindgren, Hell on Wheels) - 2:27
6. "The Spell to Stiff Lighning" (Rickard Lindgren, Hell on Wheels) - 3:18
7. "Blinded by the Light" (Rickard Lindgren, Hell on Wheels) - 2:41
8. "If I Could Hear Your Heart" (Rickard Lindgren, Hell on Wheels) - 3:50
9. "People to Carry" (Rickard Lindgren, Hell on Wheels) - 3:38
10. "All My Efforts (Are Wasted on You)" (Rickard Lindgren, Hell on Wheels) - 2:03
11. "The Bullring of Free Trade" (Rickard Lindgren, Hell on Wheels) - 3:35
12. "Ontario Is Babylon" (Rickard Lindgren, Hell on Wheels) - 3:50
13. "Nemozob" (Rickard Lindgren, Hell on Wheels) - 4:25